# Proteuxoa lunifera
Proteuxoa lunifera là một loài bướm đêm trong họ Noctuidae.